# 776 a.C.

## Eventos
- Ífito de Élida restaura os jogos olímpicos,[1] que haviam sido interrompidos após o reinado de Óxilo.[2] O primeiro vencedor foi Corebo de Élida. Nas primeiras treze olimpíadas, o estádio foi a única competição dos jogos.[3][4]
- Quando Timeu escreveu uma história do mundo conhecido, ele deparou-se com o problema de reconciliar as várias cronologias. Sua solução foi utilizar como base o registro dos vencedores olímpicos, que eram os epônimos dos jogos que eles haviam vencido. Assim, os gregos passaram a adotar datas relacionadas aos jogos, e correlacionando os demais eventos aos jogos. É possível mesmo que os primeiros jogos tenham sido uma falsificação, e que os primeiros jogos não sejam um evento histórico; para efeitos de cronologia, isto não é importante.[5]
- Primeira realização, com  data confirmada, para os Jogos Olímpicos da Grécia.[6][7]